# Takeover MGMT
Takeover MGMT (Eigenschreibweise TAKEOVER) ist eine deutsche Musikfirma aus Mettmann, die 2013 von Robert Ivankovic gegründet wurde. Das Unternehmen arbeitet vor allem als Künstlermanagement und Vermarkter. Seit 2014 tritt es unter dem Namen Takeover Music auch als Label in Erscheinung. In der Funktion des Labels hat die Firma die Künstler Kayef, T-Zon und Liont unter Vertrag. Darüber hinaus ist es für das Management von Joel Brandenstein, Jona Selle und Seko verantwortlich. In der Vergangenheit war auch der Produzent Topic vertraglich gebunden.

## Werdegang
Robert Ivankovic gründete Takeover MGMT zunächst unter dem Namen Takeover Entertainment Ende 2013. Zu dieser Zeit war er noch als Produktmanager des Düsseldorfer Hip-Hop-Labels Selfmade Records tätig. Ausgehend davon koordinierte er zudem das Markenmanagement der Modemarken Pusher Apparel und Stacxs Clothing. Im Juli 2014 beendete Ivankovic die Zusammenarbeit mit Selfmade Records, um sich auf sein eigenes Unternehmen zu konzentrieren. Ursprünglich als Künstlermanagement gegründet, erweiterte Ivankovic den Tätigkeitsbereich der Firma um die Labelarbeit. Damit wurde die Veröffentlichung eigener Alben und Singles ermöglicht. Dieser Bereich firmiert unter dem Namen Takeover Music. Takeover MGMT bezeichnet es als „Kernaufgabe“ des Unternehmens eigene „Inhalte […] in origineller Art und Weise“ zu schaffen. Die Vermarktung erfolgt über soziale Medien, über die sich die Künstler musikalisch wie privat präsentieren. Takeover MGMT konzeptioniert etwa für die jeweiligen Youtube-Auftritte Werbekooperationen. Darüber hinaus habe sich Ivankovic darauf spezialisiert, „vermeintlich rein digitale Themen in der analogen Musikwelt zu verankern.“ So setzt er etwa auf Premiumboxen der Veröffentlichungen des Labels.
Kayef wurde als erster Künstler unter Vertrag genommen. Später folgte der Rapper und Youtuber Liont. Am 14. November 2014 wurde Kayefs Album Relikte letzter Nacht veröffentlicht. Mit diesem stieg das Label auf Platz 17 der deutschen, Platz 28 der österreichischen und Platz 86 der Schweizer Charts ein. Bereits im Zuge der Vermarktungsphase hatten sich drei Songs des Albums in den Single-Charts positionieren können. Im April 2015 folgte Löwenkind, das erste Soloalbum von Liont. Dieses erreichte mit Rang 2 die bisher höchste Chartplatzierung in den deutschen Charts. Im Juli 2015 erhielt T-Zon einen Künstlervertrag bei Takeover Music. Der Produzent Topic, der an der Produktion beider Alben beteiligt gewesen war, veröffentlichte im Sommer 2015 das Album Miles. Mit Topics Single Home feierte Takeover Music 2016 Erfolge. Diese wurde in Deutschland mit einer Goldenen- und in Australien mit einer Platin-Schallplatte ausgezeichnet. Mitte 2016 verließ Topic Takeover MGMT nach einjähriger Zusammenarbeit. Kurz darauf übernahm das Unternehmen das Management der Künstler Seko und Joel Brandenstein. Des Weiteren erschienen 2016 die Alben Alles auf Anfang von T-Zon und Chaos von Kayef. Der Vertrieb beider Alben erfolgt über Groove Attack.
Ende 2016 ging Takeover MGMT eine Kooperation mit Starwatch Entertainment für den Künstler Kayef ein. Die Zusammenarbeit mit dem Tochterunternehmen der ProSiebenSat.1 Media SE wurde im Frühjahr 2017 durch die Festlegung einer langfristigen Partnerschaft intensiviert. So wird Takeover MGMT Management- und Vermarktungsaufgaben übernehmen, wohingegen Starwatch Entertainment für die Labelarbeit verantwortlich ist. Zudem vermittelt die ProSiebenSat.1-Tochter die Fernsehauftritte der Künstler. Markus Hartmann, COO & Director Music Starwatch, lobte die Vernetzung und Kompetenz von Takeover. Im Zuge der Expansion der Firma sehe er Takeover „als Ratgeber, Scouts und Netzwerk im Bereich A&R und Marketing.“ Am 31. März erschien mit Emotionen, dem Debütalbum des Sängers Joel Brandenstein, die erste Veröffentlichung dieser Zusammenarbeit. Starwatch Entertainment hatte Brandenstein im November 2016 unter Vertrag genommen.

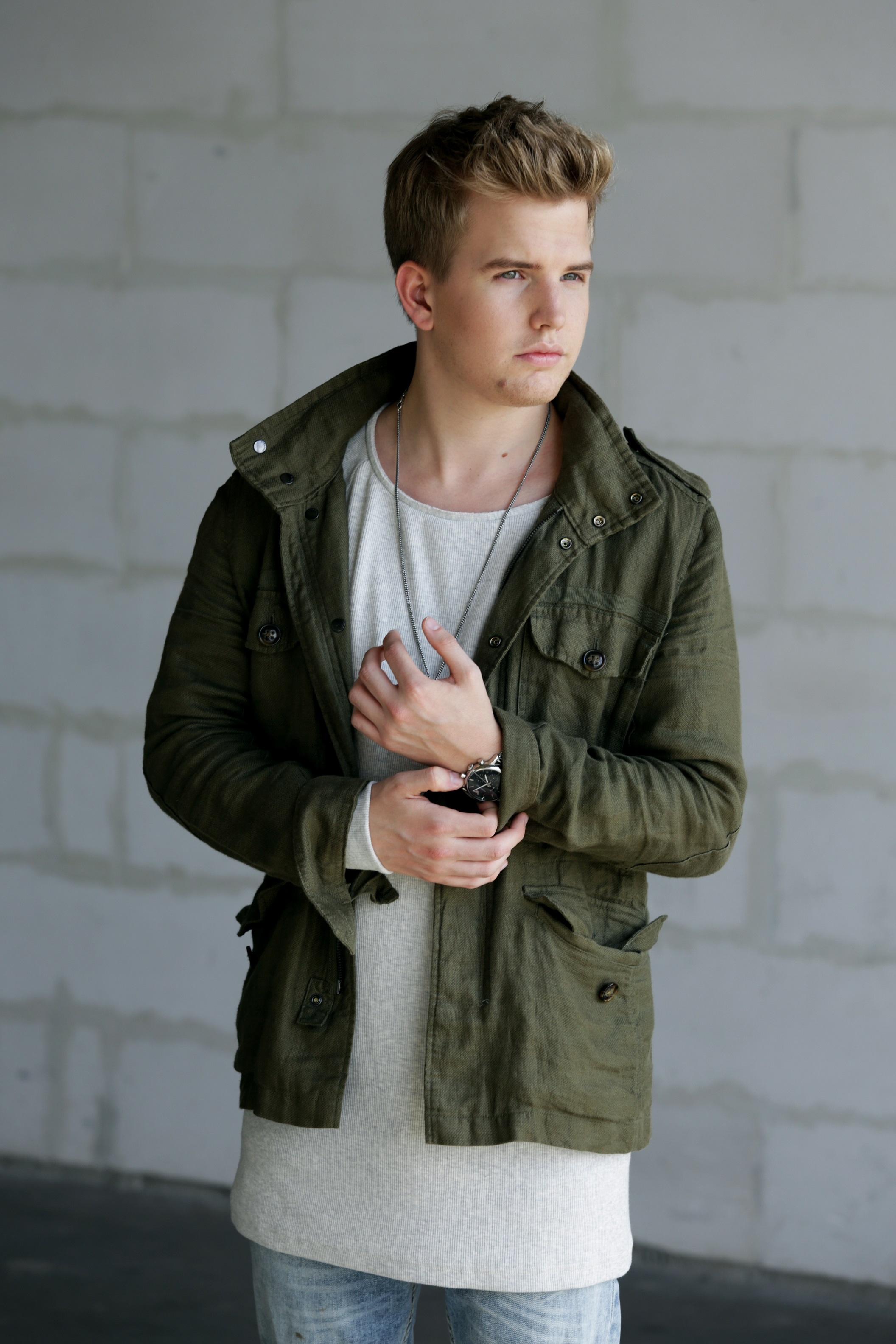
Kayef (2016)
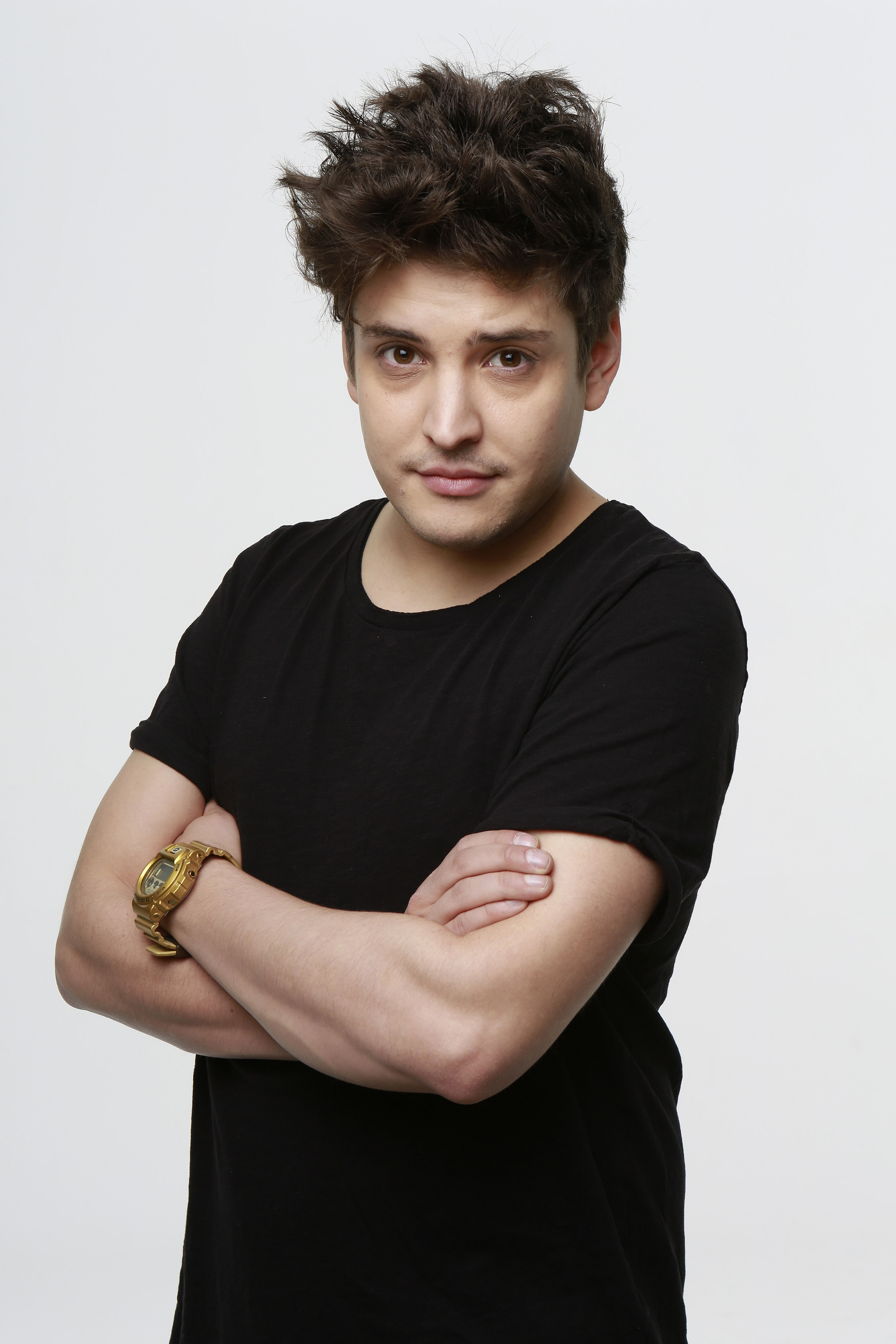
Liont (2016)
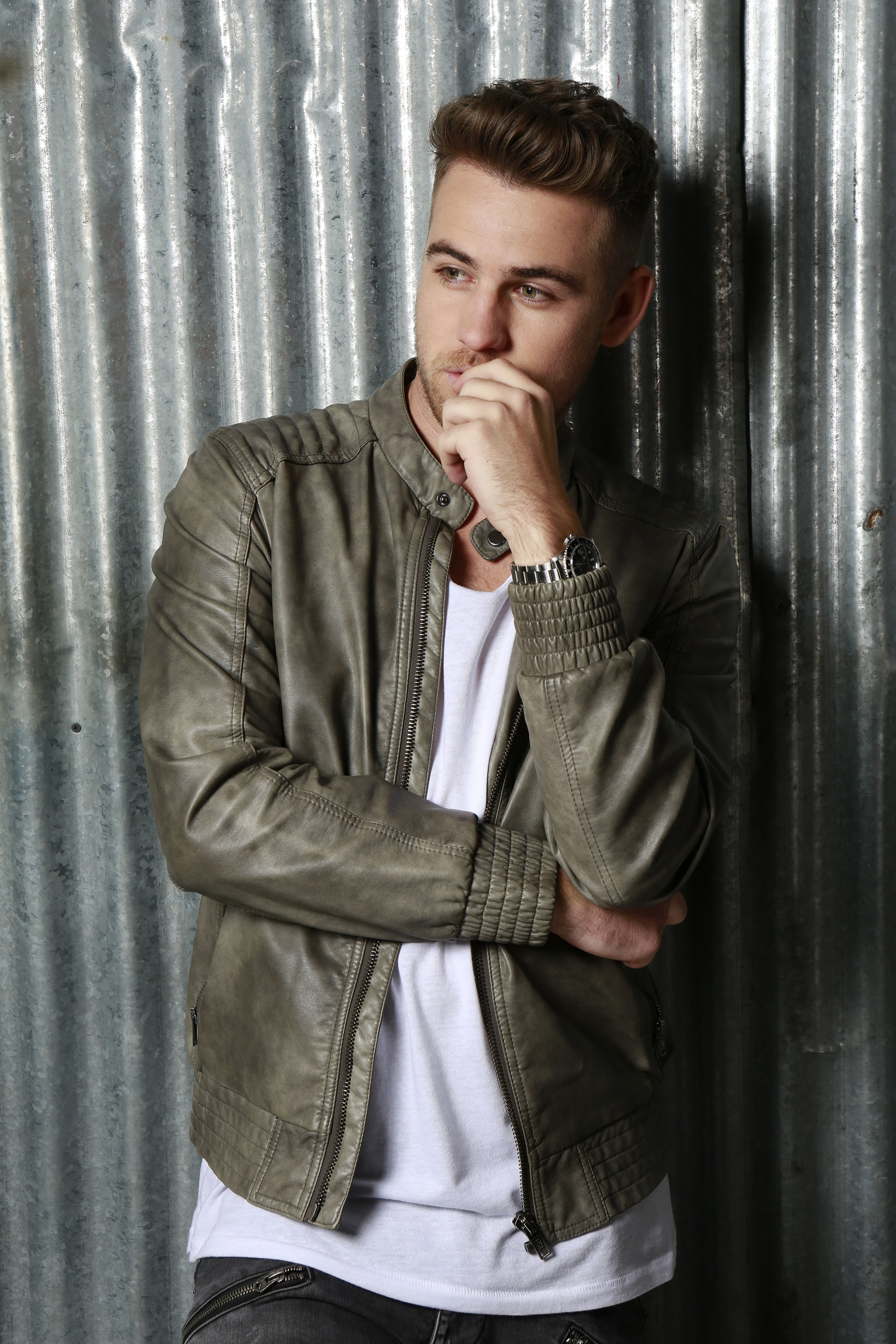
T-Zon (2016)
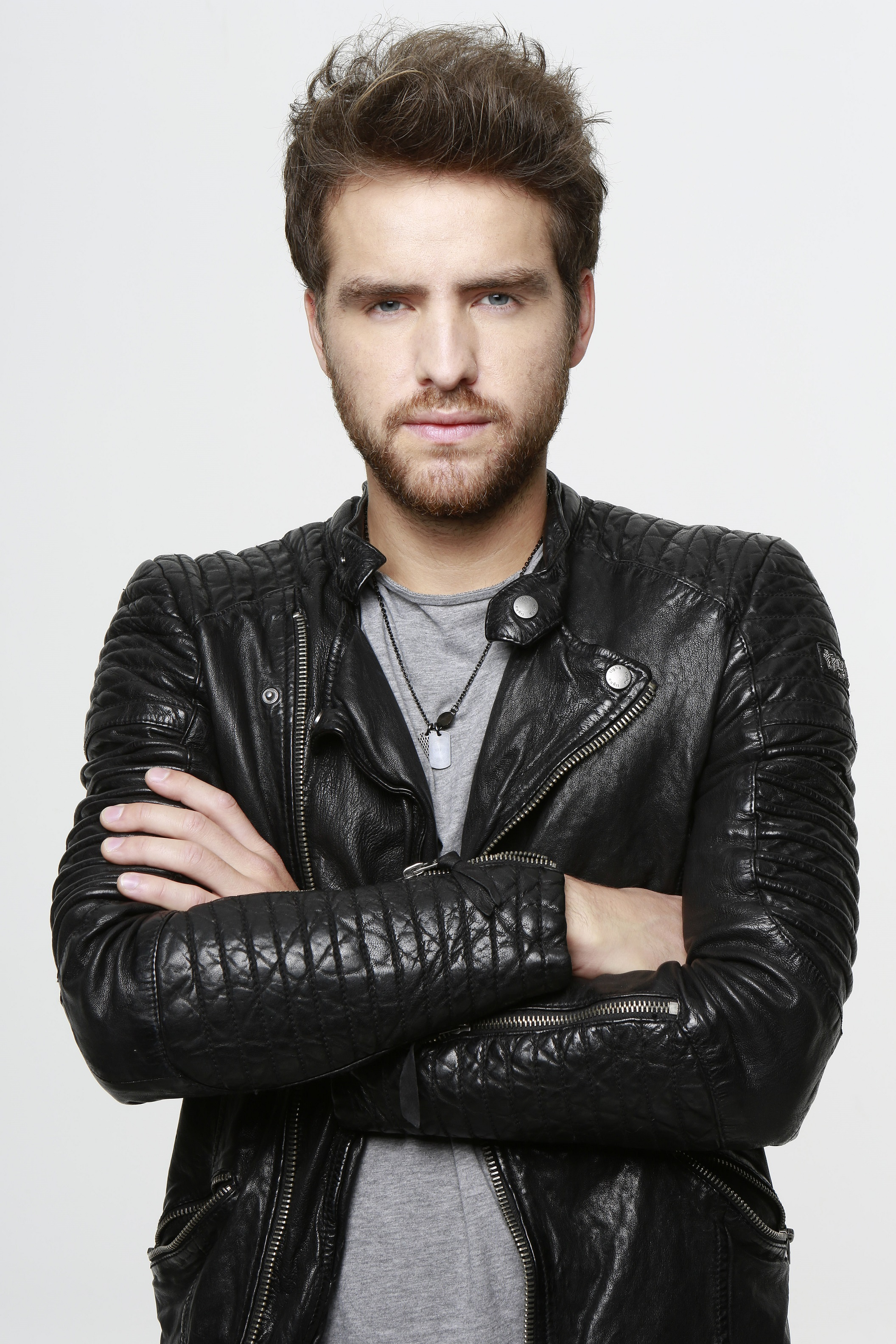
Jona Selle (2017)
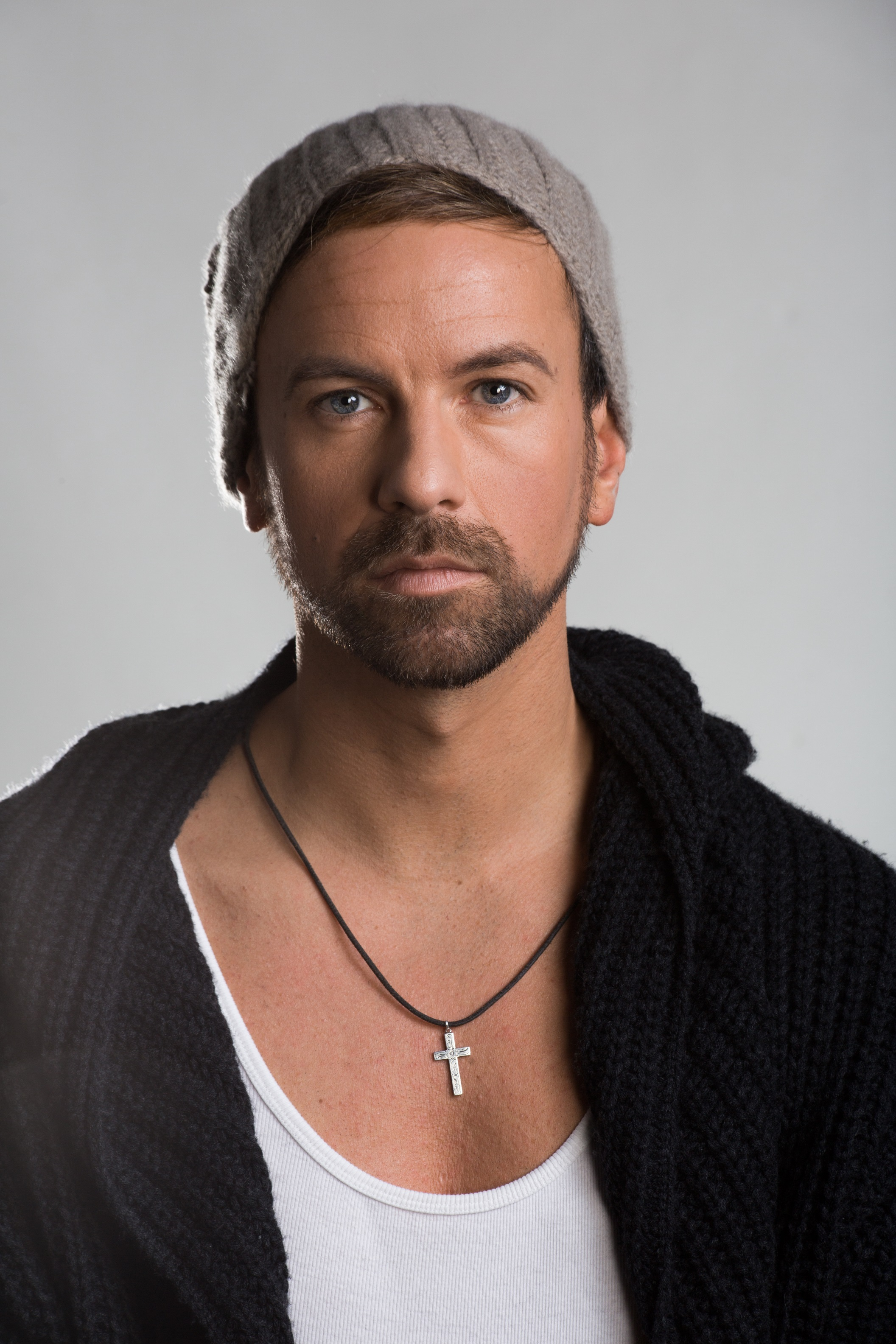
Joel Brandenstein (2017)

## Diskografie

### Alben
| Titel                 | Künstler          | Veröffentlichung | Verkaufte Einheiten | Streams    | Chartplatzierungen | Chartplatzierungen | Chartplatzierungen | Cover |
| Titel                 | Künstler          | Veröffentlichung | Verkaufte Einheiten | Streams    | DE                 | CH                 | AT                 | Cover |
| --------------------- | ----------------- | ---------------- | ------------------- | ---------- | ------------------ | ------------------ | ------------------ | ----- |
| Relikte letzter Nacht | Kayef             | 14. Nov. 2014    | 19.000              | 5.500.000  | 17                 | 86                 | 28                 |       |
| Löwenkind             | Liont             | 3. Apr. 2015     | 21.000              | 4.000.000  | 2                  | 18                 | 5                  |       |
| Miles                 | Topic             | 31. Juli 2015    | 6.000               | 18.000.000 | 67                 | –                  | 70                 |       |
| Alles auf Anfang      | T-Zon             | 10. Juni 2016    | 4.000               | 3.500.000  | 11                 | –                  | 61                 |       |
| Chaos                 | Kayef             | 14. Okt. 2016    | 12.000              | 8.000.000  | 4                  | 72                 | 24                 |       |
| Emotionen             | Joel Brandenstein | 31. März 2017    | 30.000              | –          | 1                  | 16                 |                    |       |

### EPs und Singles
| Titel                        | Künstler                | Veröffentlichung | Format | Chartplatzierungen | Chartplatzierungen | Chartplatzierungen | Cover |
| Titel                        | Künstler                | Veröffentlichung | Format | DE                 | CH                 | AT                 | Cover |
| ---------------------------- | ----------------------- | ---------------- | ------ | ------------------ | ------------------ | ------------------ | ----- |
| Nie wieder Niemand           | Kayef & Liont           | 1. Aug. 2014     | Single | 55                 | –                  | 52                 |       |
| Relikte letzter Nacht        | Kayef                   | 19. Sep. 2014    | Single | 100                | –                  | –                  |       |
| Wir sein                     | Kayef                   | 14. Nov. 2014    | Single | 98                 | –                  | –                  |       |
| Doppelkinn                   | Liont                   | 3. Apr. 2015     | Single | 33                 | 72                 | 20                 |       |
| Komm mit                     | Liont                   | 3. Apr. 2015     | Single | 27                 | 63                 | 20                 |       |
| Montag                       | Liont                   | 3. Apr. 2015     | Single | 70                 | –                  | 34                 |       |
| Take it all                  | Jona Selle              | 3. Juli 2015     | Single | –                  | –                  | –                  |       |
| Offline EP                   | Kayef                   | 7. Aug. 2015     | EP     | –                  | 73                 | 71                 |       |
| Traum                        | Seko                    | 3. Juni 2016     | Single | –                  | –                  | –                  |       |
| Home                         | Topic feat. Nico Santos | 26. Juni 2016    | Single | 12                 | –                  | 10                 |       |
| Find you                     | Topic feat. Jake Reese  | 8. Juli 2016     | Single | 57                 | –                  | 63                 |       |
| Clouds                       | Jona Selle              | 2. Sep. 2016     | Single | –                  | –                  | –                  |       |
| Alles auf Anfang Acoustic EP | T-Zon                   | 16. Dez. 2016    | EP     | –                  | –                  | –                  |       |
| Weiter Weg                   | Seko                    | 16. Dez. 2016    | Single | –                  | –                  | –                  |       |